# Polyommatus thetis-caeruleolunata
Polyommatus thetis-caeruleolunata är en fjärilsart som beskrevs av Tutt 1910. Polyommatus thetis-caeruleolunata ingår i släktet Polyommatus och familjen juvelvingar. Inga underarter finns listade i Catalogue of Life.